# Altmar (New York)
Altmar est une census-designated place du comté d'Oswego, dans l'État de New York, aux États-Unis,. En 2020, elle compte une population de 357 habitants.